# ひるがの高原サービスエリア
ひるがの高原サービスエリア（ひるがのこうげんサービスエリア）は、岐阜県郡上市高鷲町の東海北陸自動車道上にあるサービスエリアである。
ETC専用のスマートインターチェンジであるひるがの高原スマートインターチェンジ（ひるがのこうげんスマートインターチェンジ）を併設している。

## 概要
標高約850mに立地し、日本一標高の高い場所にあるサービスエリアである。大日ヶ岳が目の前に広がり、天気が良ければ白山を眺めることもできる。
2007年5月2日に上り線のファミリーマートが、2007年7月31日に下り線のサークルK（当時、現在のファミリーマート）が、2008年3月25日に上下線のガソリンスタンドがそれぞれオープンした。

## 歴史
- 1999年（平成11年）11月27日 - 東海北陸自動車道の白鳥IC - 荘川ICの開通に伴い[7]、供用開始[1]。当初、当SAを含む区間は暫定2車線で供用開始[8][9]。
- 2007年（平成19年）12月16日 - スマートICを社会実験として運用開始[4]。
- 2009年（平成21年）4月1日 - スマートICの本運用を開始[2][3][4][10][11]。
- 2018年（平成30年）12月8日 - 当SA - 飛騨清見IC間が4車線化[8][9][12][13]。
- 2019年（平成31年）3月20日 - 高鷲IC - 当SA間が4車線化[9][13]。

## 道路

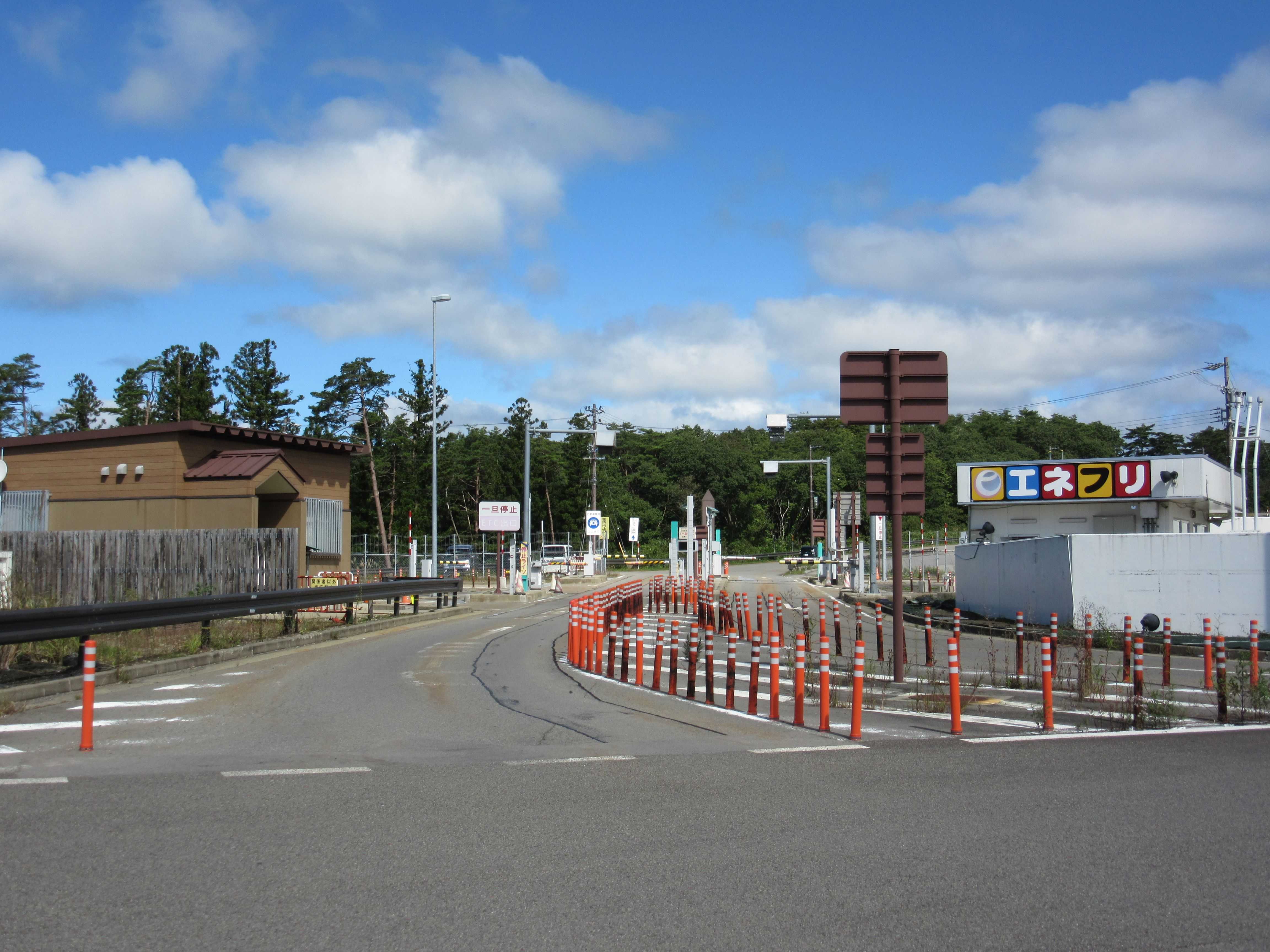
ひるがのスマートインターチェンジ

- E41 東海北陸自動車道
- 岐阜県道321号ひるがの高原線（スマートIC） - 全車種対応、24時間運用。

## 施設

### 上り線（名古屋・大阪方面）
- 駐車場
  - 大型 - 16台
  - 小型 - 72台
- トイレ
  - 男性 - 大6・小9
  - 女性 - 22
    - 同伴の男児用 - 1

  - 車椅子用 - 1

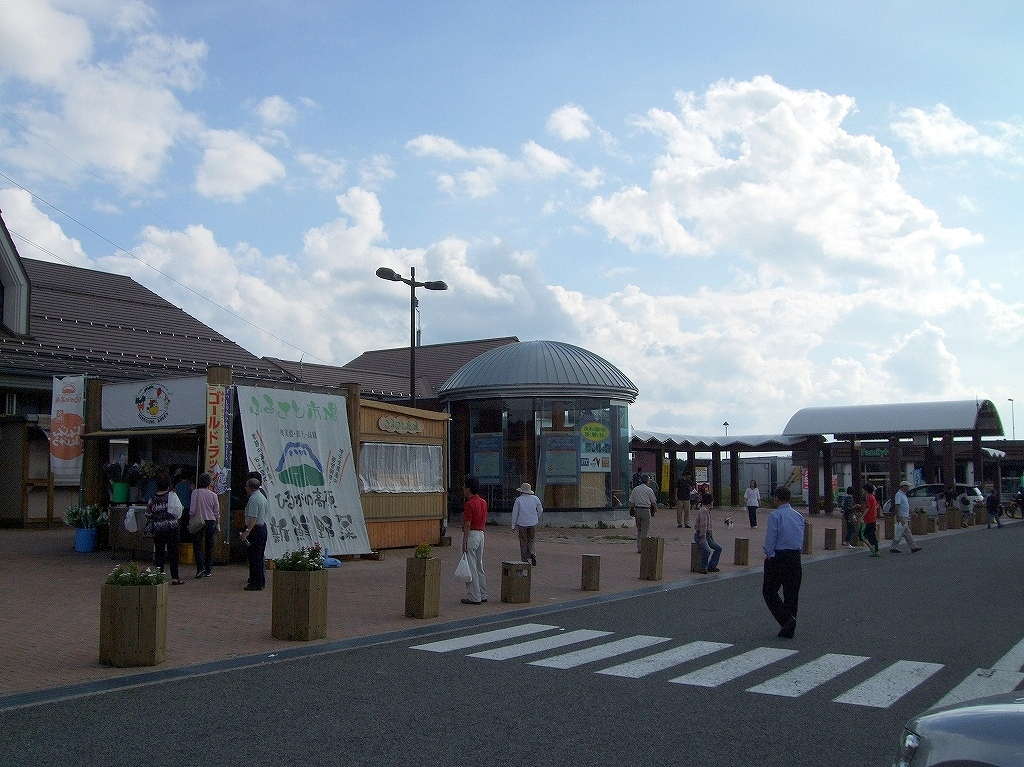
ひるがの高原SA（上り線・岐阜方面）

- ガソリンスタンド（apollostation（エネクスフリート）・セルフ式、24時間営業）
  - 以前は伊藤忠エネクス(株)→コーナンフリート(株)→中日本エクシス(株)が運営していた[要出典]。
- 給電スタンド（24時間）
- ファミリーマートひるがの高原SA店（24時間営業）[6]
  - 銀行ATM（イーネット）
  - FAXサービス
- 自動販売機
- FREESPOT

### 下り線（金沢・高山方面）
- 駐車場
  - 大型 - 16台
  - 小型 - 100台
- トイレ
  - 男性 - 大6・小9
  - 女性 - 26
    - 同伴の男児用 - 1

  - 車椅子用 - 1

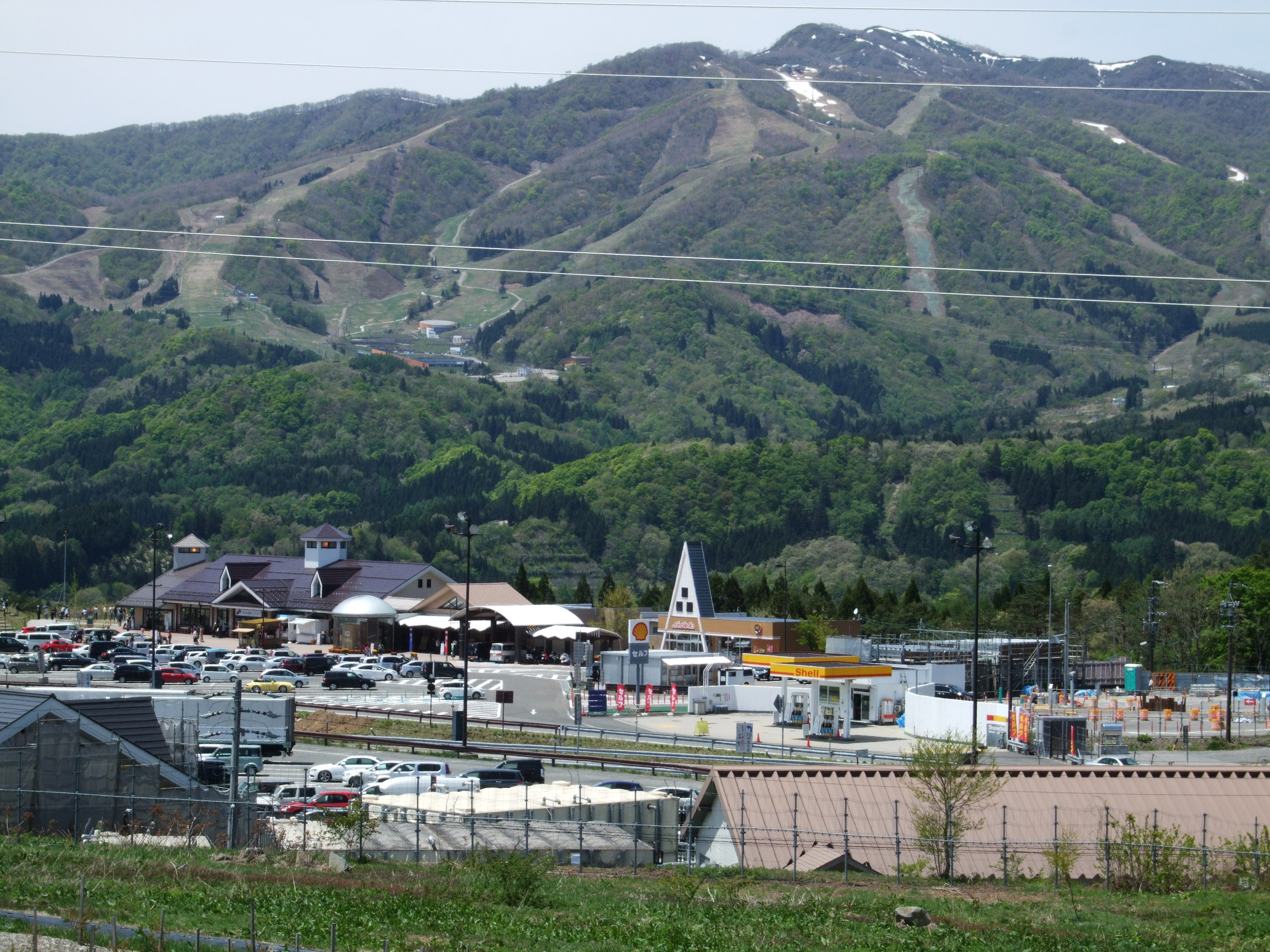
下りSAと大日ヶ岳

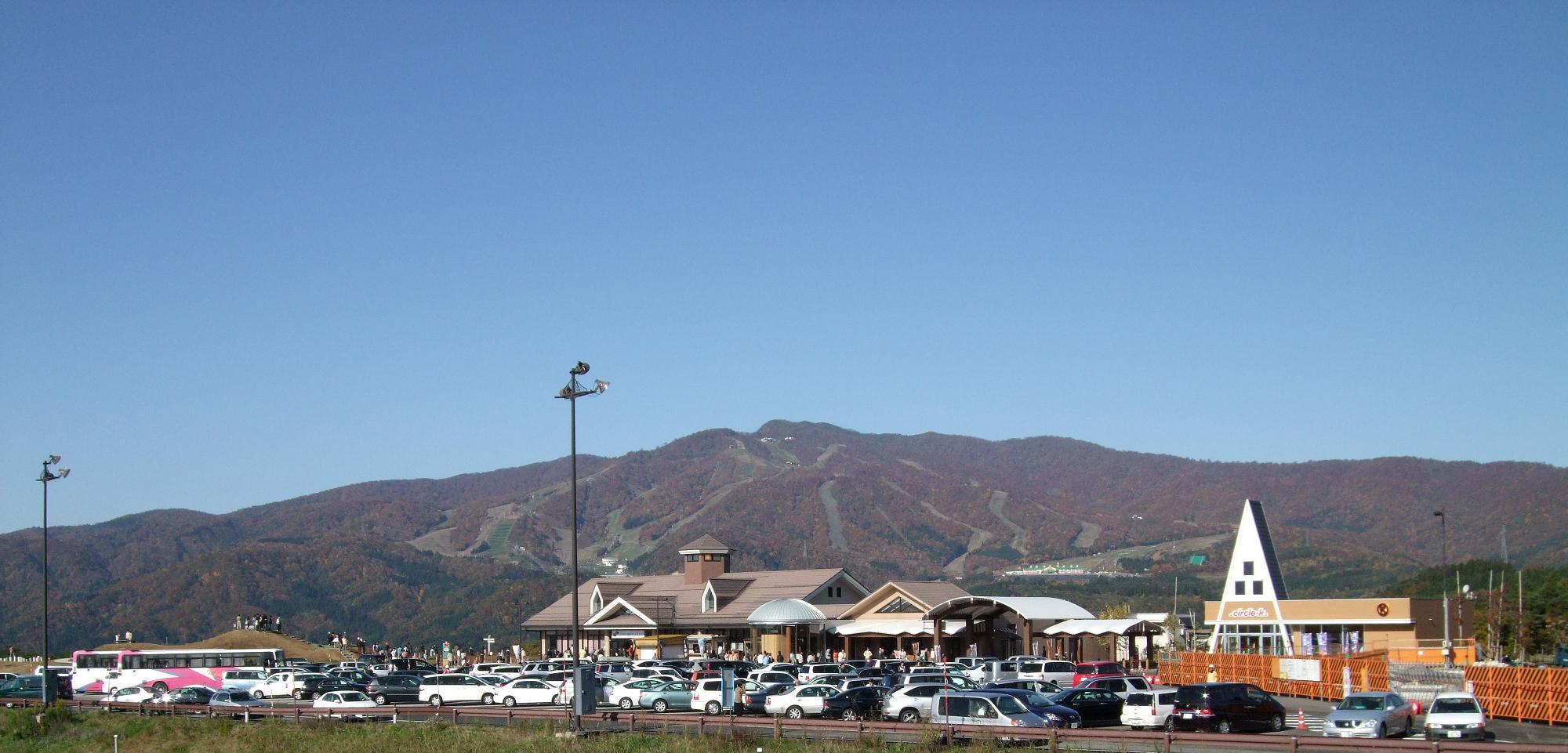
紅葉に染まる大日ヶ岳（白山国立公園）
混雑する下り線 2007年撮影

- ガソリンスタンド（apollostation（エネクスフリート）・セルフ式、24時間営業）
  - 以前は伊藤忠エネクス(株)→コーナンフリート(株)→中日本エクシス(株)が運営していた[要出典]。
  - 北陸道（新潟・金沢）方面に向かう場合、次に給油所がある施設は小矢部川SA（約95Km先）か有磯海SA（約150Km先）[14][15][16]となる。また、能越道方面に向かう場合、当施設が最終給油所となる。
- 給電スタンド（24時間）
- ファミリーマートひるがの高原SA下り店（24時間営業）
  - ゆうちょ銀行ATM
  - 郵便ポスト（高鷲郵便局）
- 自動販売機

## 高速ひるがの高原バスストップ

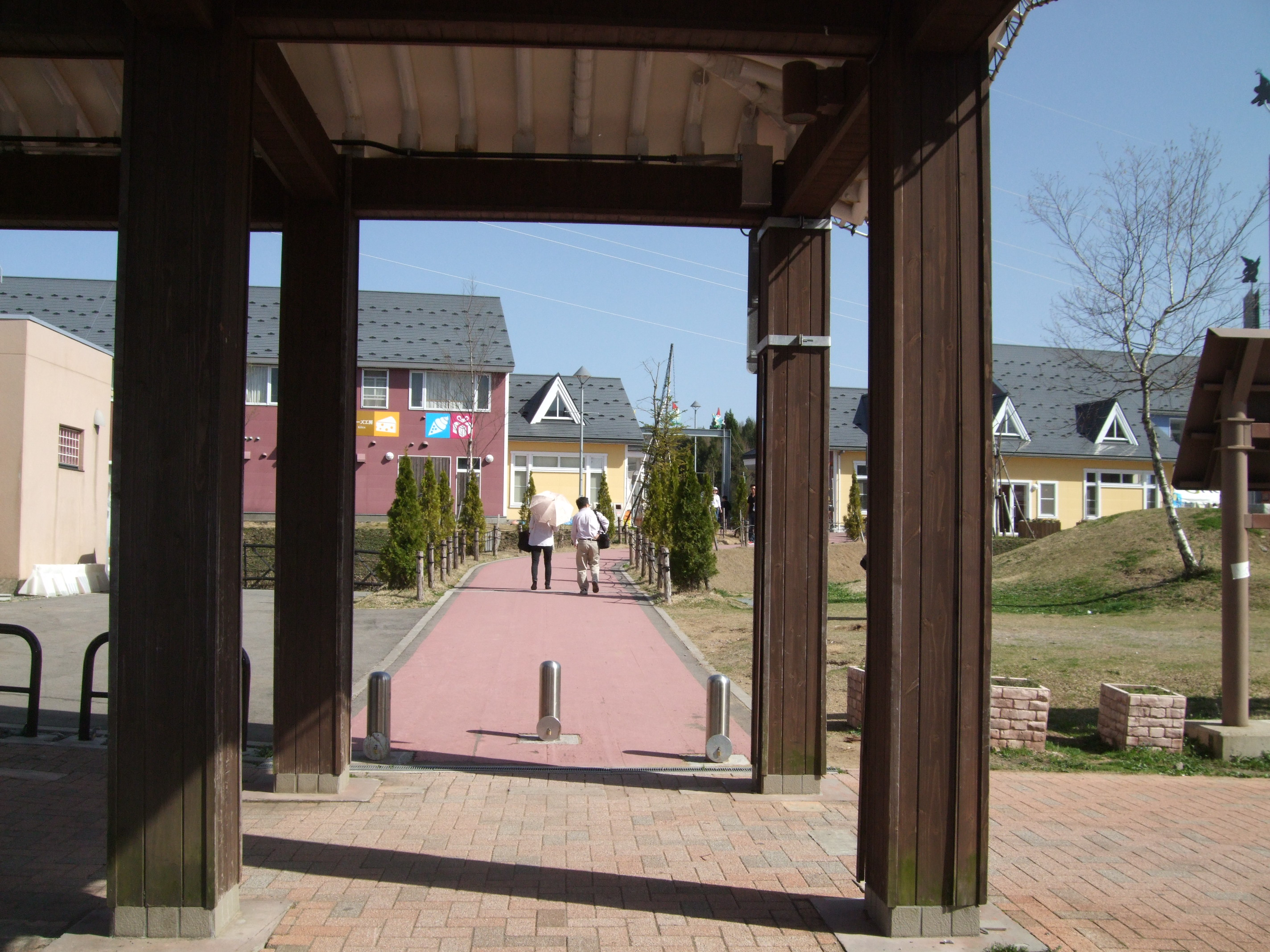
高速バス利用者の連絡路

2010年4月1日より、岐阜バスが運行する高速白川郷線が停車するために新設された。

### 停車する路線
- 岐阜バス
  - 高速名古屋白川郷線
名鉄バスセンター - 高速ひるがの高原BS - 白川郷（荻町）
- 岐阜バス・濃飛バス　
  - 岐阜高山線
名鉄岐阜 - 高速関BS - 高速ひるがの高原BS - 高山市役所前（下り） - 高山濃飛バスセンター

## 隣
- E41 東海北陸自動車道
  - (11)高鷲IC - (11-1)ひるがの高原SA/スマートIC - (12)荘川IC